# X.500
X.500 is een standaard die de protocollen definieert voor directoryservices om te gebruiken voor het uitwisselen van informatie. X.500 is ontwikkeld door de ITU-T (toen nog CCITT genaamd) in samenwerking met ISO.
De opbouw van de X.500-standaard volgt het OSI-model, dat netwerkcommunicatie organiseert in 7 lagen. Het strikt volgen van het OSI-model had tot gevolg dat de X.500-standaard moeilijk was om te implementeren en vaak te veel rekenkracht vergde. Het min of meer theoretische OSI-model is inmiddels vervangen door een implementatie op basis van TCP/IP. Ook de standaard X.500-opvraagfunctie DAP (Directory Access Protocol) heeft plaats moeten maken voor een lichtgewichtvariant: LDAP.

## Protocollen in X.500
- DAP - Directory Access Protocol
- DSP - Directory Service Protocol
- DISP - Directory Information Shadowing Protocol
- DOP - Directory Operational Bindings Management Protocol